# 19 رجب
- السبت
- الأحد
- الاثنين
- الثلاثاء
- الأربعاء
- الخميس
- الجمعة

- 2728 ديسمبر 2024
- 2829 ديسمبر 2024
- 2930 ديسمبر 2024
- 3031 ديسمبر 2024
- 11 يناير 2025
- 22 يناير 2025
- 33 يناير 2025
- 44 يناير 2025
- 55 يناير 2025
- 66 يناير 2025
- 77 يناير 2025
- 88 يناير 2025
- 99 يناير 2025
- 1010 يناير 2025
- 1111 يناير 2025
- 1212 يناير 2025
- 1313 يناير 2025
- 1414 يناير 2025
- 1515 يناير 2025
- 1616 يناير 2025
- 1717 يناير 2025
- 1818 يناير 2025
- 1919 يناير 2025
- 2020 يناير 2025
- 2121 يناير 2025
- 2222 يناير 2025
- 2323 يناير 2025
- 2424 يناير 2025
- 2525 يناير 2025
- 2626 يناير 2025
- 2727 يناير 2025
- 2828 يناير 2025
- 2929 يناير 2025
- 3030 يناير 2025
- 131 يناير 2025

19 رجب أو 19 رجب الفرد أو 19 رجب المُرجَّب أو يوم 19 \ 7 (اليوم التاسع عشر من الشهر السابع) هو اليوم السادس والتسعون بعد المائة (196) من أيَّام السنة (أو السابع والتسعون بعد المائة لو كان شهر جمادى الآخرة مُتممًا لليوم الثلاثين أو الثامن والتسعون بعد المائة لو أتم كلًا من صفر وربيع الآخر وجمادى الآخرة ثلاثين يومًا) وفق التقويم الهجري القمري (العربي). يبقى بعده 158 أو 159 يومًا لانتهاء السنة.

## أحداث
- 218 هـ - ولاية الخليفة أبو إسحاق محمد المعتصم بالله للخلافة العباسية، وهو يعدّ الخليفة الثامن في سلسلة خلفاء الدولة العباسية.
- 490 هـ - وقوع «موقعة ضوريليوم» بين الصليبيين بقيادة بوهيموند الأول والسلاجقة بقيادة قلج أرسلان الأول.
- 618 هـ - دخول جيش المسلمين مدينة دمياط بعد جلاء الصليبيين عنها، وفشل حملتهم الصليبية الخامسة على مصر، وكانت بقيادة «حنا دي برين».
- 930 هـ - جلوس طهماسب الأول على عرش الدولة الصفوية بإيران، خلفًا لأبيه الشاه إسماعيل الأول، وقد حكم أكثر من نصف قرن، دخل خلالها حروبًا كثيرة مع الدولة العثمانية.
- 1041 هـ - جنود الانكشارية يثورون في الآستانة على السلطان مراد الرابع ليعيد خسرو باشا البوسنوي على إمرتهم.
- 1094 هـ - الجيش العثماني بقيادة قره مصطفى باشا يصل إلى فيينا ليبدأ الحصار الإسلامي الثاني في تاريخ المدينة.
- 1270 هـ - الجيش العثماني بقيادة عمر باشا النمساوي ينتصر على الجيش الإمبراطوري الروسي في معركة «قالافات» في رومانيا، ويطارد الروس مسافة 80 كيلومتر.
- 1294 هـ - الجيش العثماني ينتصر على الجيش الإمبراطوري الروسي في معركة «بلونة الثانية» في منطقة البلقان، وخسر الروس في هذه المعركة أكثر من 7300 قتيل.
- 1335 هـ - نشوء جمهورية شمال القوقاز الجبلية الفيدرالية، واختيار عبد المجيد تشيرموف أول رئيس لها، واعترف بهذه الدولة عدد من الدول الأوروبية، والدولة العثمانية.
- 1375 هـ - تعريب الجيش الأردني وطرد غلوب باشا من الأردن وإلغاء المعاهدة الأردنية / البريطانية.
- 1377 هـ - وقوع أحداث ساقية سيدي يوسف على الحدود الجزائرية / التونسية كرد فعل للدعم التونسي للثورة الجزائرية، وقد وقع نتيجه للأحداث العديد من القتلى الجزائريين والتونسيين.
- 1380 هـ - وضع الحجر الأساس لبناء السد العالي في أسوان في حضور الرئيس المصري جمال عبد الناصر. وكان الغرض من بناء السد تخزين المياه، وموازنة الفيضانات المرتفعة والمنخفضة وتوليد الكهرباء وتحسين الملاحة بالنيل.
- 1384 هـ - الرئيس المصري جمال عبد الناصر وملك السعودية فيصل بن عبد العزيز يوقعان في مدينة جدة اتفاقًا بشأن حرب اليمن.
- 1397 هـ - الإطاحة برئيس الوزراء الباكستاني ذو الفقار علي بوتو من قبل محمد ضياء الحق إثر انقلاب عسكري.
- 1398 هـ - اغتيال رئيس الجمهورية العربية اليمنية أحمد حسين الغشمي عن طريق رسالة مفخخة نقلها له مبعوث رئيس جمهورية اليمن الديمقراطية الشعبية.
- 1425 هـ - الزعيم الليبي معمر القذافي يوافق على دفع مبلغ 35 مليون دولار كتعويض لضحايا الملهى الليلي الألماني الذي تم تفجيره قبل 18 سنة.
- 1438 هـ - تفجير سيارة مفخخة في منطقة الراشدين في حلب يوقع 126 قتيلًا من مهجري كفريا و‌الفوعة ومقاتلي المعارضة.
- 1440 هـ -
  - الإعلان عن استحواذ أوبر على شركة كريم بصفقة تقدر بـ 3.1 مليار دولار.
  - الرئيس الأمريكي دونالد ترامب يُوقِّعُ قرارًا رئاسيًّا تعترف الولايات المتحدة بِمُوجبه بأنَّ هضبة الجولان جزءٌ من إسرائيل، وسط اعتراضٍ لهيئة الأمم المتحدة والدُول العربيَّة.
- 1446 هـ - إعلان وقف إطلاق النار بين إسرائيل وحماس بعد ما يزيد عن سنة من الحرب، مع الاتفاق على تبادل الأسرى على مدى ستة أسابيع.

## مواليد
- 768 هـ - ابن الديري، فقيه حنفي وقاضي وشاعر مَقدَسي.
- 1342 هـ - فتحي غانم، كاتب مصري.
- 1348 هـ - سليم الحص، رئيس وزراء لبنان.
- 1358 هـ - قاسم جداين، صحفي مغربي.
- 1369 هـ - إبراهيم يسري، ممثل مصري.
- 1381 هـ - فادية عبد الغني، ممثلة مصرية.
- 1386 هـ - خالد أبو النجا، ممثل ومقدم برامج مصري.
- 1407 هـ - هنادي الكندري، ممثلة كويتية.

## وفيات
- 218 هـ - عبد الله المأمون، سابع الخلفاء العباسيين.
- 279 هـ - أبو العباس أحمد المعتمد على الله، الخليفة العباسي الخامس عشر.
- 474 هـ - أبو الوليد الباجي، إمام مالكي أندلسي.
- 1012 هـ - محمد الثالث، سلطان عثماني.
- 1359 هـ - محمد بن إبراهيم الحسيني، عالم مسلم لبناني.
- 1366هـ - يوسف رجيب، صحفي وكاتب عراقي.
- 1396 هـ -
  - محمد بن عرفة، سلطان مغربي من الأسرة العلوية.
  - عثمان الكعاك، أديب ولغوي ومؤرخ تونسي.
- 1398 هـ - أحمد حسين الغشمي، رئيس الجمهورية العربية اليمنية.
- 1407 هـ - يوسف الخال، شاعر وأديب لبناني.
- 1429 هـ - فواز بن عبد العزيز آل سعود، أمير منطقة مكة المكرمة.
- 1430 هـ - آماليا العريس، ممثلة لبنانية.
- 1431 هـ - نظيم شعراوي، ممثل مصري.
- 1433 هـ - غسان تويني، صحفي وسياسي ودبلوماسي لبناني.
- 1437 هـ - سعد بن جدلان، شاعر وأديب سعودي.

## وصلات خارجية
- موقع قصة الإسلام: حدث في شهر رجب.